# Erich Breese
Erich Breese (* 4. Oktober 1926 in Kolberg; † 21. Mai 1990 in Berlin) war ein deutscher Schauspieler, Hörspiel- und Synchronsprecher.

## Leben
Erich Breese spielte von 1952 bis 1955 am Meininger Theater, in späteren Jahren stand er auf Berliner Bühnen. Weitere Tätigkeiten als Theaterschauspieler ließen sich nicht ermitteln.
Seit Mitte der 1960er-Jahre stand Breese auch vor der Kamera, überwiegend als Nebendarsteller in Serien wie Der Staatsanwalt hat das Wort oder Polizeiruf 110, wo er in sieben Episoden zu sehen war. Daneben arbeitete er gelegentlich als Synchronsprecher und wirkte bis Mitte der 1980er-Jahre in verschiedenen Hörspielproduktionen des DDR-Rundfunks mit.

## Filmografie
- 1965: Der Staatsanwalt hat das Wort – Das Haus am See
- 1968: Blaulicht – Leichenfund im Jagen 14
- 1968: Kriminalfälle ohne Beispiele – Die Dominas-Bande
- 1969: Hans Beimler, Kamerad
- 1971: Der Staatsanwalt hat das Wort – Der Fall Valentin Erbsand
- 1972: Der Staatsanwalt hat das Wort – Vaterschaft anerkannt
- 1973: Polizeiruf 110 – Nachttresor
- 1973: Das unsichtbare Visier – Das Nest im Urwald
- 1974: Polizeiruf 110 – Lohnraub
- 1974: Orpheus in der Unterwelt
- 1975: Polizeiruf 110 – Heiße Münzen
- 1975: Polizeiruf 110 – Ein Fall ohne Zeugen
- 1975: Polizeiruf 110 – Zwischen den Gleisen
- 1975: Der Staatsanwalt hat das Wort – Geschiedene Leute
- 1977: Polizeiruf 110 – Trickbetrügerin gesucht
- 1978: Polizeiruf 110 – Doppeltes Spiel

## Hörspiele
- 1964: Der Lügenspiegel – Autorin: Rose Nyland – Regie: Maritta Hübner
- 1965: Die Braut des Bersagliere – Autor: Edoardo Anton – Regie: Wolf Dieter Panse
- 1977: Wagen 7, Platz 15 – Autor: Claude Aveline – Regie: Peter Groeger
- 1977: Dr. Canton ist beleidigt – Autor: Holmar Attila Mück – Regie: Peter Groeger
- 1977: Ferien in Vitkevitz – Autor: Jan Eik – Regie: Fritz Ernst Fechner
- 1978: Zweieck – Autor: Gergely Rákosy – Hannelore Solter
- 1979: Wie wär’s – wollen wir zusammen essen und ein bißchen plaudern – Autorin: Françoise Xenakis – Regie: Peter Groeger
- 1979: Die Weberin – Autor: Michael Brautzsch – Regie: Barbara Plensat
- 1980: Der Haken – Autor: Gerhard Rentzsch – Regie: Barbara Plensat
- 1980: Casanova in Dux – Autor: Karl-Heinz Jakobs – Regie: Barbara Plensat
- 1983: Das Meer kehrt stets zurück – Autorin: Eve Dessarre – Regie: Peter Groeger
- 1983: Bekanntschaft per Zufall – Autor: Ardi Liives – Regie: Peter Groeger
- 1985: Der Fuchspelz – Aurotin: Sybill Mehnert – Regie: Detlef Kurzweg

## Synchronrollen
- Lubomír Kostelka (als Diener Thomas) in Der geheimnisvolle Mönch
- Ferdy Mayne (als José) in Ein toller Bobby dieser Flic
- Walter Brennan (als Bugs Meyers) in Blinde Wut
- Preben Neergaard (als Steuerprüfer) in Oh, diese Mieter (Folge 40: Gulasch in Dosen)